# Nachal ha-Šiv'a
Nachal ha-Šiv'a (hebrejsky: נחל השבעה, doslova „Tok sedmi“) je vádí v Dolní Galileji, v severním Izraeli.
Začíná v nadmořské výšce okolo 300 metrů v pahorkatině jihozápadně od vesnice Ilanija. Směřuje pak k jihojihovýchodu mírně se zahlubujícím zčásti zalesněným údolím. Po východním okraji míjí obec Bejt Kešet, přičemž zde zprava přijímá vádí Nachal Azenot. Pokračuje k jihu, okolo areálu zemědělské školy Kadoorie. Jižně od školy Kadoori do něj ústí zleva vádí Nachal Kešet. Nachal ha-Šiv'a potom prochází mezi obcemi Kfar Tavor a Šibli-Umm al-Ganam. Krátce poté, nedaleko jihovýchodního úpatí hory Har Tavor ústí zleva do vádí Nachal Tavor. Vádí je pojmenováno podle sedmi členů kibucu Bejt Kešet, kteří zde padli během války za nezávislost v roce 1948.